# Gyo Obata
Gyo Obata (n. 28 februarie 1923, California, SUA – d. 8 martie 2022, Saint Louis, Missouri, SUA) a fost un important arhitect american, fiul cunoscutului pictor Chiura Obata.
Obata s-a născut și a crescut în orașul californian San Francisco. Provenind dintr-o familie cu tradiții artistice, Gyo s-a orientat spre pictură, design și ulterior spre arhitectură, absolvind Washington University din orașul Saint Louis, Missouri, unde familia sa, de origine japoneză, se refugiase în anii celui de-al doilea război mondial, din cauza persecuțiilor suferite de japonezii americani după atacul de la Pearl Harbor din 6 - 7 decembrie 1941.
După absolvirea Washington University, cu o diplomă de bachelor în arhitectură, Gyo Obata a studiat ulterior cu arhitectul Eero Saarinen la cunoscuta Cranbrook Academy of Art din suburbia orașului Detroit, Bloomfield Hills, statul american Michigan.
După o scurtă perioadă în U.S. Army, respectiv lucrând ca arhitect în Chicago, Ilinois, Obata s-a reîntors la Saint Louis, Missouri, Missouri în 1951.  Patru ani mai tărziu, a fost parte fondatoare a firmei de arhitectură Hellmuth, Obata and Kassabaum. Datorată și lui Obata, firma a dobândit un renume și o reputație  globală, iar Obata însuși a cucerit numeroase premii pentru lucrările sale.
În 1992, Gyo Obata a fost onorat cu prezența în muzeul Saint Louis Walk of Fame.

## Proiecte

### Proiecte naționale și internaționale
- Foley Square din New York City
- Independence temple, Independence, Missouri
- King Khalid International Airport din Riad, Arabia Saudită
- National Air and Space Museum, Washington, D.C.
- Pavilion la Japanese American National Museum din Los Angeles, California
- BP Tower din Cleveland, Ohio (1982 - 1986)
- Sendai International Airport, clădirea terminalului din Sendai, Japonia
- Taipei World Trade Center
- Great American Insurance Building din piața Queen City Square, orașul Cincinnati, Ohio

### Proiecte din zona Saint Louis

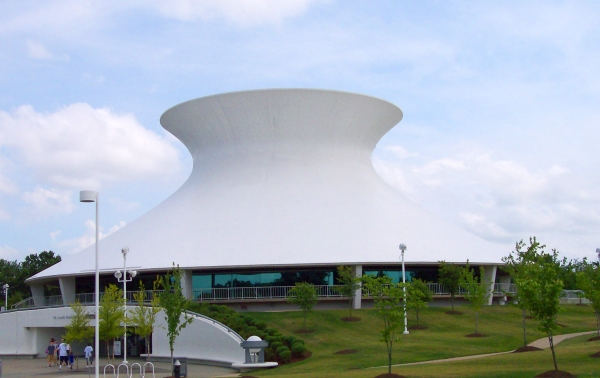
Planetariul James S. McDonnell, una din structurile subţiri hiperboloidice ale arhitectului Gyo Obata, clădire componentă a grupului Saint Louis Science Center.

- Planetariul James S. McDonnell de la Saint Louis Science Center
- Boatmen's Tower
- Cervantes Convention Center și stadionul ([The} Stadium)
- Children's Zoo and Living World
- Forsythe Plaza
- Metropolitan Square
- One Bell Center
- Priory Chapel (Saint Louis Abbey Church)
- Union Station renovare
- Southern Illinois University Edwardsville întregul campus
- Malpass Library Western Illinois University Macomb
- Bnai' Amoona sinagogă